# Attilio Bescapè
Carlo Attilio Bescapè (Sant'Angelo Lodigiano, 22 settembre 1910 – Milano, 3 marzo 1975) è stato un sollevatore italiano.

## Biografia
Nato a Sant'Angelo Lodigiano, allora in provincia di Milano, nel 1910, gareggiava nella classe di peso dei 60 kg (pesi piuma).
A 21 anni partecipò ai Giochi olimpici di Los Angeles 1932, nei 60 kg, terminando 5º con 262.5 kg totali alzati, 82.5 nella distensione lenta, 77.5 nello strappo e 102.5 nello slancio. 
A 25 anni prese parte di nuovo alle Olimpiadi, quelle di Berlino 1936, sempre nei 60 kg, terminando 6º con 287.5 kg alzati, 87.5 nella distensione lenta, 90 nello strappo e 110 nello slancio. 
2 anni dopo vinse l'argento ai Mondiali di Vienna 1938, dove concluse dietro soltanto al tedesco Georg Liebsch.
Morì nel 1975, a 65 anni.